# Coenocorypha
Coenocorypha és un gènere d'ocells de la família dels escolopàcids (Scolopacidae) que habita illes de la regió de Nova Zelanda on reben el nom de «tutukiwi»,

## Descripció
Són ocells que recorden els kiwi però amb un bec llarg i el coll, les ales i la cua curtes. En general s'assemblen al gènere Gallinago, encara que més petits, més robustos i amb becs relativament més curts. Mesuren de 19-24 cm de llarg, amb envergadura alar de 28-35 cm, i pesen 75-120 g. L'espècie més petita és la becada de les Chatham. El plomatge és generalment marró; la majoria de les espècies tenen una llista ocular fosca. Els escapulars de les ales estan emmotllats, amb algunes espècies amb puntes blanques.
Ara només es troben a les illes perifèriques de Nova Zelanda. Actualment, hi ha tres espècies vives i dues d'extintes conegudes, amb la becada de les Auckland amb tres subespècies, incloent-hi la C. a. perseverance descoberta el 1997. El gènere es va distribuir antigament des de Fiji, Nova Caledònia i l'illa de Norfolk, a través de Nova Zelanda i cap al sud a les illes subantàrtiques de Nova Zelanda, però la depredació per espècies introduïdes, especialment rates i gossos, han reduït dràsticament la seva àrea de distribució.

## Comportament

### Dieta
Els Coenocorypha són carnívors, s'alimenten d'invertebrats que es troben en el sòl i en vegetació compactada. L'alimentació és diürna i nocturna, amb la major part de la caça a la nit i a la matinada. Els episodis d'alimentació es caracteritzen per sondejar contínuament el sòl amb tota la longitud del bec. Rastregen el sòl sistemàticament, amb uns 18 forats per cada 100 cm2 de terra. Presumiblement, la presa és detectada pel tacte i possiblement pels corpuscles de Herbst (són un grup de cèl·lules que poden detectar canvis en la pressió i s'ha demostrat que són utilitzades per altres ocells limícoles per detectar les preses. Les preses més petites se les empassen amb el bec encara sondejat, ja que les mandíbules són flexibles i la presa pot ser manipulada en el sòl. Les preses més grosses les extreuen del sòl per a una manipulació i deglució més fàcils. Les preses més comunes són els cucs de terra, els amfípodes, els adults d'escarabat i les larves i les pupes d'altres insectes.

### Reproducció
La biologia reproductiva d'alguns dels Coenocorypha s'ha estudiat amb detall. Són majoritàriament monògams (encara que ocasionalment alguns mascles intenten la poligàmia) i defensen territoris d'altres parelles reproductores, encara que els no criadors són tolerats dins d'aquests territoris. La formació de parelles es produeix alguns mesos abans de la cria, i els mascles alimenten les femelles com a part dels rituals d'aparellament. Abans de criar el mascle també realitza exhibicions aèries nocturnes "hakawai" amb reclams seguides d'un rugit no vocal creat per l'aire en moviment en passar ràpid a través dels rectrius de la cua. Es creu que aquesta exhibició és l'origen de les llegendes maoris sobre el Hakawai, un terme que s'ha estès per referir-se a les exhibicions aèries.
La parella trien el lloc de nidificació, encara que només la femella construeix el niu. La mida habitual de la posta és de dos ous, postos amb tres dies de diferència. Les tasques d'incubació es comparteixen entre la parella, la incubació dura 22 dies. Si un mascle té dues femelles en el seu territori, incubarà en un sol niu, la femella en l'altre ha d'incubar sola, trigant 38 dies a descloure els pollets. Després de l'eclosió, la parella se separa i cada progenitor pren un poll i té cura d'ell. Els pollets s'alimenten durant uns 41 dies, i es queden amb el pare durant uns altres 20 dies després d'això. El poll de la becada de les Chatham creix més de pressa que les altres espècies, només s'alimenta durant trenta dies i es fa independent al cap de 41 dies. Es creu que la cura parental en l'extinta becada de l'illa del Sud també era diferent, amb estudis realitzats el 1923 i 1930 que demostraven que els dos pares tenien cura d'un sol pollet.

## Amenaces i conservació

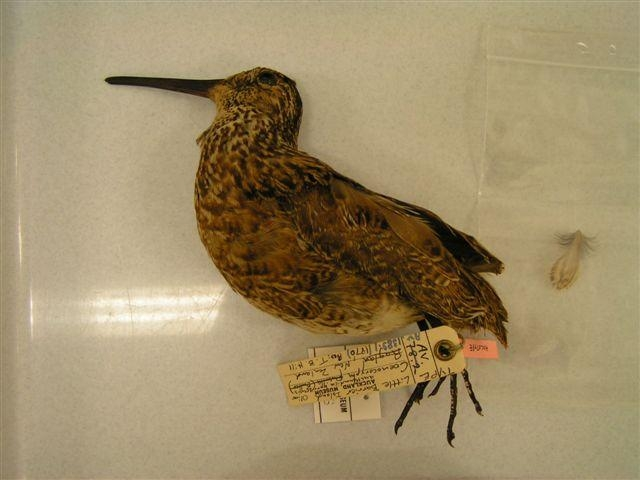
L'extinta becada de l'illa del Nord.

Els Coenocorypha evolucionaren a les illes oceàniques sense mamífers terrestres i eren ecològicament ingenus pel que fa als depredadors. Quan els humans van arribar a les illes, van portar amb si rates polinèsies i més tard depredadors més agressius com rates negres, erminis i gats salvatges. Amb l'arribada d'aquests depredadors, les becades es van extingir ràpidament. Tanmateix, les espècies de Fiji, Nova Caledònia i l'illa de Norfolk es van extingir en la prehistòria. Al voltant de Nova Zelanda, van sobreviure a les poc visitades illes marines i a les illes subantàrtiques. La becada de l'Illa del Nord va sobreviure fins a l'arribada dels colons europeus, i l'última becada de l'Illa del Sud va sobreviure a l'illa Stewart / Rakiura fins a 1964, quan les rates van arribar a Taukihepa / Gran Cap del Sud. L'illa també havia estat l'últim refugi de l'acantisita de matollar i el ratpenat cuacurt gros de Nova Zelanda. Es van fer intents de capturar algunes becades (i troglodítids) per a la seva translocació a una illa segura, però només dues becades van ser capturades i tots dos van morir dos dies més tard. Es dóna la paradoxa que més tard es va descobrir que els dos exemplars eren mascles.
Avui en dia, les espècies restants són una prioritat de conservació. S'han desenvolupat tècniques per desplaçar els exemplars sense matar-los, i s'ha establert un petit grup de becades de les Snares a l'illa Stewart. La becada de Campbell (C. a. perseverance) s'ha beneficiat de l'eliminació de rates de l'illa Campbell el 2001; han recolonitzat l'illa principal de l'illa Jacquemart i han començat a criar-hi de nou.

## Taxonomia
La relació entre el gènere Coenocorypha i el Gallinago és incerta. De vegades es creu que el primer és un tàxon relicte d'un llinatge antic; Tanmateix, no s'ha investigat prou per demostrar-ho.
Un estudi morfològic i comparacions de plomatge i comportament van portar alguns autors a acceptar que les formes de les espècies de les illes Snares, Little Barrier Island i l'illa Stewart eren totes espècies en lloc de subespècies de la becada d'Auckland (C. a. aucklandica), també plantejant la possibilitat que la becada de les Antípodes (C. a. meinertzhagenae) podria ser una espècie separada.
El 1997, es va descobrir una forma de becadell desconeguda a l'illa Jacquemart, al costat de l'illa Campbell. La becada de l'illa de Campbell va ser descrita com una altra subespècie entre els becadells neozelandesos.
També s'han descobert restes fòssils de Coenocorypha a les illes de Nova Caledònia, Fiji i l'illa Norfolk.
Segons la classificació del Congrés Ornitològic Internacional (versió 14.2, 2024) aquest gènere està format per 3 espècies vives i dues d'extintes:
- becada de l'illa del Nord (Coenocorypha barrierensis). Extinta.
- becada de l'illa del Sud (Coenocorypha iredalei). Extinta.
- becada de les Auckland (Coenocorypha aucklandica).
- becada de les Chatham (Coenocorypha pusilla).
- becada de les Snares (Coenocorypha huegeli).